# Graziela Barroso
Graziela Maciel Barroso (* 11. April 1912 in Corumbá, Brasilien; † 5. Mai 2003 in Rio de Janeiro, Brasilien) war eine brasilianische Botanikerin und Hochschullehrerin. Sie war Vorsitzende und Professorin der Abteilung für Pflanzenbiologie an der Universidade de Brasília und veröffentlichte die dreibändige Sistemática de Angiospermas do Brasil.

## Leben und Werk
Barroso war die Tochter von Salustino Antunes Maciel und Alzira Martins Maciel. Sie heiratete im Alter von 14 Jahren Liberato Joaquim Barroso, mit dem sie zwei Kinder bekam. Ihr Ehemann, war Agronom und Systematiker am Botanischen Garten von Rio de Janeiro. Die Arbeit ihres Mannes veranlasste die Familie in mehrere brasilianische Bundesstaaten zu ziehen. 1940 zog die Familie nach Rio de Janeiro und sie besuchte 1942 im Alter von 30 Jahren wieder die Schule. Während dieser Zeit bekam sie ein Praktikum im Botanischen Garten in Rio de Janeiro, wo ihr Ehemann arbeitete. Sie bewarb sich als erste Frau für einen öffentlichen Wettbewerb als Naturforscher an der Institution und wurde auch ohne Hochschulbildung auf dem zweiten Platz zugelassen. 1949 starb ihr Mann und sie setzte seine Arbeit fort und unterrichtete und leitete Praktikanten an. 1959 bestand sie die Aufnahmeprüfung für das Biologiestudium und studierte Biologie an der Universität von Guanabara, heute Universidade Federal do Rio de Janeiro (UERJ).
Trotz des tragischen Todes ihres Sohnes in ihrem zweiten Studienjahr setzte sie ihr Studium fort und machte 1961 ihren Abschluss. Sie zog nach Brasília und wurde Vorsitzende und Professorin der Abteilung für Pflanzenbiologie an der Universidade de Brasília, wo sie bis 1969 arbeitete. Während dieser Zeit war sie auch im Landwirtschaftsministerium tätig.
Barroso promovierte 1973 bei dem deutschen Botaniker Friedrich Gustav Briegeran an der Universidade Estadual de Campinas mit der Dissertation: Compositae – Subtribe Baccharidinae Hoffmann – Study of Species being in Brazil.
Sie betreute mehr als 50 Masterarbeiten und 15 Doktorarbeiten. Sie veröffentlichte 60 Artikel in Fachzeitschriften und identifizierte über hundert Arten. Zwei Bromelien wurden ihr zu Ehren benannt: Tillandsia grazielae und Tillandsia barrosoae. Auch 3 Pflanzengattungen wurden nach ihr benannt: Grazielanthus aus der Familie der Monimiaceae, Grazielia aus der Familie der Asteraceae und Grazielodendron aus der Familie der Fabaceae.
Barroso starb im Alter von 91 Jahren, einen Monat vor ihrer Vereidigung an der Brasilianischen Akademie der Wissenschaften.
Das Standard-Autorenkürzel G.M.Barroso wird verwendet, um diese Person als Autor anzugeben, wenn ein botanischer Name zitiert wird.

## Auszeichnungen und Ehrungen (Auswahl)
- 1958: Verdienstmedaille D. João VI - Gründung des Botanischen Gartens von Rio de Janeiro
- 1980: Medaille des Vizekönigs Luiz de Vasconcelos, Gesetzgebende Versammlung des Staates Rio de Janeiro
- 1988: Medaille des Landwirtschaftsministeriums - IBDF
- 1999: Millennium Botany Award Medal, XVI. Internationaler Botanischer Kongress[6]
- 2001: Paulo-Carneiro-Medaille (UNESCO), Brasilianische Akademie der Wissenschaften
- 2001: Ritter des Nationalen Ordens für wissenschaftliche Verdienste[7]
- 2002: Tiradentes-Medaille - Gesetzgebende Versammlung des Bundesstaates Rio de Janeiro
- 1989: Das Herbarium 'Graziela Barroso' (TEPB) der Federal University of Piauí ist ihr zu Ehren benannt
- Herbarium „Graziela Barroso“ der Bundesuniversität Piauí
- der Pavillon „Graziela Maciel Barroso“ im Bereich Systematische Botanik des Botanischen Gartens von Rio de Janeiro,
- Gewächshaus „Graziela Barroso“, bei der Fundação Sitio Roberto Burle Marx